# Hor Namhong

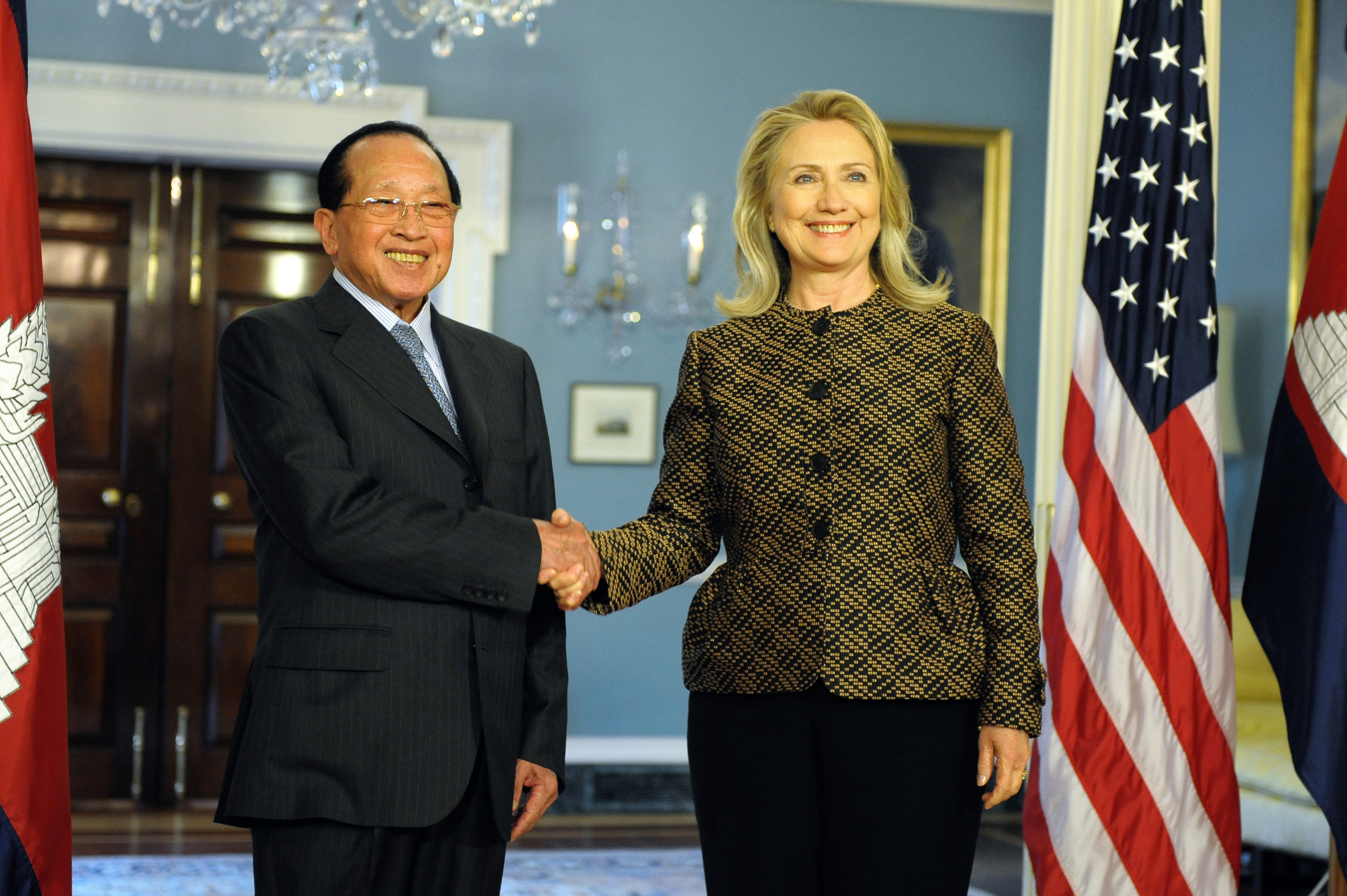
Hor Namhong mit US-Außenministerin Hillary Clinton (2012)

Hor Namhong (Khmer ហោ ណាំហុង; * 15. November 1935 in Phnom Penh) ist ein kambodschanischer Diplomat und Politiker.

## Biografie
Nach dem Studium an der Königlichen Verwaltungsschule, die er mit einem Diplom in Diplomatie beendete, trat er in den diplomatischen Dienst ein. Zwischen 1967 und 1973 war er Mitarbeiter an der Botschaft in Frankreich. Während dieser Zeit studierte er auch Rechtswissenschaften an der Universität Paris und schloss dieses Studium mit einem Master of Laws ab. Darüber hinaus absolvierte er ein Postgraduiertenstudium am Institut für Höhere Internationale Studien der Universität Paris.
1973 wurde er zum Botschafter in Kuba ernannt. 1975 kehrte er nach Kambodscha zurück, wo er sich bis 1979 den Roten Khmer unter Pol Pot anschloss. Nach dem Einmarsch vietnamesischer Truppen schloss er sich jedoch der neuen Regierung unter Premierminister Heng Samrin an und wurde von diesem zum Vizeminister für auswärtige Angelegenheiten ernannt und damit zum Vertreter des heutigen Premierministers Hun Sen. 1982 erfolgte seine Berufung zum Botschafter in der Sowjetunion. Dieses Amt übte er bis 1989 aus. Danach wurde er zunächst Minister des Ministerrates und dann von 1990 bis 1993 Außenminister in der Regierung von Premierminister Hun Sen. Während dieser Zeit war er auch bis 1991 einer der Hauptunterhändler bei den Friedensgesprächen, die letztlich den kambodschanischen Konflikt mit dem Pariser Friedensvertrag vom 23. Oktober 1991 beendeten. Von 1991 bis 1993 war er darüber hinaus auch Mitglied des Obersten Nationalrates von Kambodscha.
Nach den ersten freien Wahlen 1993, die zur Schwächung der Position Hun Sens führten, schied er aus der Regierung aus und wurde nach der erneuten Krönung von Norodom Sihanouk zum König von Kambodscha im September 1993 zum Botschafter in Frankreich berufen.
Nach seiner Rückkehr nach Kambodscha ernannte ihn Premierminister Hun Sen am 30. November 1998 wiederum zum Minister für auswärtige Angelegenheiten und internationale Zusammenarbeit. Kurz davor war er als Vertreter der Kambodschanischen Volkspartei (CPP) auch zum Abgeordneten der Nationalversammlung gewählt worden. Im Rahmen einer Regierungsumbildung wurde er außerdem am 15. Juli 2004 zum Stellvertretenden Premierminister ernannt.
In seiner Funktion als Außenminister hielt er im Oktober 2015 eine Rede vor der 70. Generalversammlung der Vereinten Nationen.
Er trat am 4. April 2016 nach 17 Jahren im Amt als Außenminister zurück, blieb aber Stellvertretender Premierminister.

## Auszeichnungen
Für seine Verdienste wurde er mehrfach ausgezeichnet und erhielt unter anderem:
- Großkreuz des Königlichen Ordens von Kambodscha
- Grand Officier des Ordre national du Mérite von Frankreich
- Großkreuz des Weißen Elefantenordens von Thailand.